# Rudolf Kompfner
Rudolf (Rudi) Kompfner (Wenen, 16 mei 1909 - Stanford, 3 december 1977) was een in Oostenrijk geboren Brits-Amerikaans ingenieur en natuurkundige. Hij is vooral bekend van zijn uitvinding van de lopende-golfbuis (traveling-wave tube, TWT).

## Biografie
Rudolf werd geboren als zoon van de Joodse ouders Bernhardt en Paula Kömpfner. Zijn vader was boekhouder en componist van Weense liederen en walsen. Na een in 1933 afgesloten architectuurstudie aan de Technische Hogeschool van Wenen ging hij vanwege het opkomende antisemitisme naar Engeland. Daar werkte hij tot 1941 als architect.
Gestaag verkreeg hij een toenemende interesse in de natuurkunde en elektronica. Na een korte internering op het eiland Man als vijandige buitenlander aan het begin van de Tweede Wereldoorlog kreeg hij een aanstelling bij een geheim onderzoeksproject naar microgolfvacuümbuizen bij de universiteit van Birmingham. In de periode vond hij in 1943 de lopende-golfbuis uit.
Na de oorlog werd hij Brits staatsburger en werkte hij verder als wetenschapper voor de Britse Admiraliteit. Daarnaast studeerde hij natuurkunde aan de universiteit van Oxford, waar hij in 1951 zijn academische graad (Ph.D.) behaalde. Aan het eind van dat jaar werd Kompfner door John R. Pierce voor Bell Labs in dienst genomen. Gezamenlijk werd de lopende-golfbuis verder ontwikkeld als belangrijk instrument in het communicatietijdperk.
In juni 1973 ging hij bij Bell Labs met pensioen. De jaren erna verdeelde hij tussen Stanford-universiteit, waar hij voornamelijk 's winters verbleef, en de universiteit van Oxford.

## Erkenning
Voor zijn uitvinding van de lopende-golfbuis werd Kompfner met diverse prijzen onderscheiden, zoals de Duddell-medaille (1955) van de Physical Society, de David Sarnoff Award (1960) van het American Institute of Radio Engineers (IRE), de Stuart Ballentine Medal (1960) van het Franklin Instituut en in 1973 de IEEE Medal of Honor. Het jaar daarop verkreeg hij de National Medal of Science.
- International Standard Name Identifier: 0000 0000 4765 3181
- Library of Congress Control Number: no2007054075
- SNAC: w6qg11zh
- Virtual International Authority File: 78556246
- WorldCat: E39PBJrcfJkMBwJQHbmhJGPhHC